# Adelina Ismajli
Adelina Ismajli, född den 14 december 1979 i Pristina i Kosovo, är en albansk sångerska. Hon utsågs till Miss Kosovo 1997. År 2009 ställde hon upp i Kënga Magjike 11 med låten "Nuk ngec". Hon slutade sjua i tävlingen med 413 poäng och hon tilldelades publikens pris (Çmimi i Publikut).
Under sommaren år 2012 släppte hon musikvideon till låten "Ku ma ke", som snabbt blev en hit i Albanien och Kosovo.
Hon har en syster som heter Zanfina Ismajli. De har gjort en låt tillsammans som heter Dy motra një frajer.